# سانی گواداراما
سانی گواداراما (انگلیسی: Sonny Guadarrama؛ زادهٔ ۲۷ مارس ۱۹۸۷) یک بازیکن فوتبال اهل ایالات متحده آمریکا است.